# Дом призраков 3D
Дом призраков 3D (хинди हॉन्टेड – 3डी, англ. Haunted – 3D) — индийский стереокинематографический фильм ужасов режиссёра, сценариста и продюсера Викрама Бхатта, выпущенный в прокат 6 мая 2011 года.

## Сюжет
Действие фильма происходит в расположенном в горах старинном особняке Глен Манор, имеющего тайны прошлого и посещаемого привидениями в настоящем. Главный герой фильма — Рехан, приезжает сюда, чтобы заверить сделку по продаже особняка, которую начал ещё его отец. Некая таинственная сила ставит эту сделку под угрозу. И он начинает свое расследование, в результате которого влюбляется, что привносит свои неожиданные нюансы.

## В ролях
- Мимох Чакраборти — Рехан
- Тиа Баджпаи — Мира
- Ачинт Каур — Маргарет Малини
- Ариф Закария — Профессор Ийер
- Кришна Бхатт — Стивенс
- Прачи Шах — миссис Стивенс
- Мохан Капур — заключенный

## Саундтрек
| №  | Название                   | Исполнители          | Длительность |
| -- | -------------------------- | -------------------- | ------------ |
| 1. | «Jaaniya»                  | Siddharth Basrur     | 5:07         |
| 2. | «Mujhe De De Har Gum Tera» | Siddharth Basrur     | 4:58         |
| 3. | «Sau Baras»                | Тиа Баджпаи          | 5:05         |
| 4. | «Tera Hi Bas Hona Chahoon» | Джоджо, Najam Sheraz | 5:39         |
| 5. | «Tum Ho Mera Pyaar»        | KK, Suzanne D'Mello  | 5:06         |
| 6. | «You're So Beautiful»      | Никхил Д’Соуза       | 4:30         |

## Критика
Фильм вызвал смешанные отзывы критиков. Авторитетная газета The Times of India дала ему три звезды из пяти.
Индийский критик и журналист Таран Адарш на сайте Bollywood Hungama оценил его в три с половиной звезды.
Shubhra Gupta из The Indian Express дал фильму только две звезды. Кинокритик кинокомпании NDTV Анупама Чопра охарактеризовала его как смешной фильм ужасов, который работает лучше, чем комедия. Прити Арора с веб-портала Rediff.com дала фильму полторы звезды, заявив, что фильм не показал ничего особенно нового в этом жанре.